# Hypselodoris sycilla
Hypselodoris sycilla är en snäckart som först beskrevs av Bergh 1890.  Hypselodoris sycilla ingår i släktet Hypselodoris och familjen Chromodorididae. Inga underarter finns listade i Catalogue of Life.